# Phenprobamate
Phenprobamate (Gamaquil, Isotonil) là một chất làm giãn cơ xương tập trung, có thêm tác dụng an thần và chống co giật. Quá liều tương tự như barbiturat. Cơ chế hoạt động của nó có lẽ tương tự như meprobamate. Phenprobamate đã được sử dụng ở người dưới dạng giải lo âu, và đôi khi vẫn được sử dụng trong gây mê toàn thân và điều trị chuột rút cơ bắp và co cứng. Phenprobamate vẫn được sử dụng ở một số nước châu Âu, nhưng nó thường được thay thế bằng các loại thuốc mới hơn. Phenprobamate được chuyển hóa bởi sự thoái hóa oxy hóa của nhóm carbamate và ortho-hydroxylation của vòng benzen, và được đào thải qua nước tiểu qua thận.
Liều lượng dao động từ 400 đến 800 mg, tối đa 3 lần một ngày.